# Brad Little
Bradley Jay Little (* 15. února 1954 Emmett, Idaho) je americký politik a člen Republikánské strany, od ledna 2019 guvernér Idaho.
V mládí studoval na univerzitě v Moscow. V letech 2001 až 2009 byl členem státního Senátu Idaho, v letech 2001 až 2002 nejprve za osmý a od roku 2002 pak za jedenáctý okrsek. V roce 2009 se stal státním viceguvernérem. Funkci viceguvernéra opustil v roce 2017 poté, co byl ve volbách v roce 2016 zvolen guvernérem státu, když porazil kandidátku Demokratické strany Paulette Jordanovou. Mandát obhájil i ve volbách v roce 2022 se ziskem více než 60 % hlasů.
Od roku 1978 je ženatý, má dvě děti.